# Tiziano (singolo)
Tiziano è un 7'' dei Rondò Veneziano pubblicato in Germania dalla Baby Records nel 1984 e tratto dall'album Concerto futurissimo. 

## Tracce
1. Tiziano, Part I – 3:02 (musica: Gian Piero Reverberi e Laura Giordano)
2. Tiziano, Part II – 3:04 (musica: Gian Piero Reverberi e Laura Giordano)